# Otto Schenk von Nideggen († 1518)
Otto Schenk von Nideggen († 13. April 1518 in Wachtendonk) war ein geldrischer Adeliger und Heerführer für den Herzog Karl von Geldern sowie für Philipp den Schönen und dessen Sohn Karl. Er gehörte zur geldrischen Ritterschaft und war Rat des Herzogs von Geldern, Drost von Geldern sowie Drost von Wachtendonk.

## Familie
Otto entstammte einem alten Rittergeschlecht aus dem geldrischen Oberquartier. Er war der Sohn von Johann Schenk von Nideggen, Herr von Walbeck, und seiner Frau Irmgard von Leyenburg-Schönau (auch von Arkel-Leyenburg, Arkel zu Schönau und Leyenbro(e)ck zu Schönau). Mit Arnold und Lyffard hatte er zwei Geschwister. Zu einem unbekannten Zeitpunkt heiratete er Adelheid (Aleid/Aleidis), eine Tochter des Alard von Goor zu Kaldenbroek. Aus dieser Ehe gingen zwei Kinder hervor:
- Heinrich († vor Oktober 1547), Herr von Walbeck und Brempt, Drost von Wachtendonk

⚭ 1) Agnes von Brempt († 1531)
⚭ 2) Anna von Vittinghoff genannt Schell
- Elisabeth († 11. Dezember 1551)[2]

⚭ 1) Otto von Bylandt († 20. Januar 1521)
⚭ 2) Jakob von Domburg, Statthalter im Oberquartier von Geldern

## Leben
Als ihr Vater Johann Schenk von Nideggen 1491 verstorben war, teilten Otto und sein Bruder Arnold das väterliche Erbe untereinander auf. Dazu gehörte auch die Herrschaft Walbeck, die jeweils zur Hälfte an jeden der Brüder fiel, sodass sich beide fortan Herr von Walbeck nannten. Anfänglich unterstützte Otto – wie auch schon sein Vater zuvor – Karl von Egmond als gewählten Herzog von Geldern gegen den Habsburger Maximilian I. und seinen Sohn Philipp den Schönen, die als Erben des burgundischen Herzogs Karl dem Kühnen ebenfalls das Herzogtum Geldern beanspruchten. Otto gehörte zu Karls Ratgebern, war von ihm zum Drost von Geldern ernannt worden und half ihm zum Beispiel mit einer Leihgabe von 8300 Goldgulden.
Mitte September 1503 nahm er im Namen Karls das zum Herzogtum Kleve gehörende Wachtendonk ein. Anschließend belagerte er die Burg Wachtendonk, die er im April des darauffolgenden Jahres ebenfalls einnehmen konnte. Mit Urkunde vom 4. Dezember 1504 ernannte der Herzog Otto Schenk von Nideggen zum geldrischen Drost in Wachtendonk und versprach, ihm seine Auslagen für Reparaturen sowie Befestigungen von Stadt und Burg zu erstatten. Noch im August 1505 trafen die beiden eine weitere Übereinkunft darüber, dass Otto Wachtendonk weiterhin für Karl von Egmond bewahren sollte, doch zu jener Zeit wechselte ein Gutteil der geldrischen Ritterschaft die Fronten und ergriff Partei für Karls Widersacher Philipp den Schönen. Auch Otto Schenk von Nideggen spielte mit diesem Gedanken. Im September machte er Philipp das Angebot, sich sowie Burg und Stadt in habsburgische Dienste zu stellen. Als Voraussetzung dafür stellte Otto allerdings die Bedingung, dass ihm Philipp dafür 20.000 rheinische Gulden zahlte oder ihm Burg und Stadt Wachtendonk übertrug. Philipp nahm dieses Angebot an, worauf sich Otto und einige seiner engen Verwandten, darunter sein Bruder Arnold, sein Sohn Heinrich und sein Schwiegersohn Otto von Bylandt, auf die Seite des Habsburgers schlugen. Dieser erhob Wachtendonk zu einer eigenständigen Herrlichkeit, die er Otto als freies Eigentum übertrug, und zahlte ihm darüber hinaus jährlich noch 400 Philippsgulden für seine Dienste. Schon ihm Dezember 1505 gehörte Otto Schenk von Nideggen offiziell der Partei Philipps des Schönen an.
Karl von Egmond versuchte im Juli 1507, Wachtendonk für sich zurückzuerobern, indem er die Stadt durch geldrische Truppen belagern ließ, aber er hatte damit keinen Erfolg. Otto hielt weiterhin zum Haus Habsburg. So führte er dessen Truppen zum Beispiel 1511 gegen die Stadt Krefeld, belagerte sie und konnte sie für Karl V. einnehmen. In Wachtendonk ließ er nach dem Stadtbrand von 1516 der Kirche St. Michael beim Wiederaufbau an der Nordseite die Luziakapelle als Grabkapelle anbauen.
Im Jahr 1517 söhnte sich Otto mit Karl von Egmond aus. Eine Urkunde vom 3. Juli des Jahres enthält die offizielle Versöhnungserklärung und damit verbundene Vereinbarungen. Otto erhielt die Position des Drosts von Wachtendonk zugesichert, solange der Herzog nicht eine Summe von 17.000 rheinischen Gulden, die für den Wiederaufbau von Burg und Stadt aufgewandt worden waren, vollständig zurückgezahlt hatte. Schon im Jahr darauf starb Otto Schenk von Nideggen auf der Burg Wachtendonk und wurde in der von ihm errichteten Luziakapelle bestattet. Ihm folgte sein Sohn Heinrich als Herr von Walbeck und Drost von Wachtendonk nach. Die Pfandschaft über Wachtendonk hatte der geldrische Herzog bis 1547 noch nicht zurückgezahlt, und so übertrug Ottos Witwe sie in jenem Jahr nach dem Tod ihres Sohnes an Gottfried von Bocholtz, Herrn zu Grevenbroich.

## Grablege
Otto Schenk von Nideggen ließ nach dem Wachtendonker Stadtbrand im Jahr 1516 der Kirche St. Michael an ihrer Nordseite über zwei neu angelegten Grabkellern die Luziakapelle (heute Taufkapelle) als Familiengrablege anbauen. Er war der Erste, der dort bestattet wurde. Ihm folgten später weitere verstorbene Mitglieder der Schenk von Nideggen. Ottos 1907 gehobener Grabstein zeigt in Lebensgröße einen gewappneten Ritter mit gefalteten Händen. In den vier Ecken des 3,20 × 1,55 Meter messenden Steins finden sich die Wappen der Familien von Goor, von Leyenburg-Schönau und von Kessel sowie der Schenksche Löwe. Die Inschrift lautet: „Int Jair ons here MCCCCXVIII den XIIIden dach van aprill starff her Ott Schenk van Nydeggen. Ritter here tot Walbeck drosz. Bidt voir die Ziell“. Der Grabstein befindet sich heute an der Westwand der Kapelle.